# Фара (фильм)
«Фара» — фильм казахстанского режиссёра Абая Карпыкова, снятый в 1998 году.

## Сюжет
Фара — главный герой фильма — добродушный толстяк, сын убитого директора банка. В детстве мальчик был инвалидом, и только его единственный друг Боб ценой своей жизни помог встать мальчику на ноги.
Отец Фары оставил ему в наследство миллионы на секретном счёте. Узнать код к нему становится целью мафии. Тут-то и появляется незнакомка с больным ребёнком, жизнь которому, якобы можно спасти только с помощью немедленной очень дорогой операции…

## В ролях
| Актёр              | Роль                              |
| ------------------ | --------------------------------- |
| Фархат Абдраимов   | Фара (озвучил Саги Ашимов)        |
| Кристина Орбакайте | Незнакомка                        |
| Саша Александров   | Боб                               |
| Даурен Сарсекеев   | Фара в детстве                    |
| Саги Ашимов        | отец Фары (озвучил Юрий Капустин) |
| Бопеш Жандаев      | Баха (озвучил Евгений Жуманов)    |
| Юрий Капустин      | главврач больницы                 |

## Награды
- 1999 — приз «Серебряный Святой Георгий» Фархаду Абдраимову за лучшую мужскую роль на международном кинофестивале в Москве.
- 1999 — специальный приз жюри «За доброту и сердечность в воплощении человеческих отношений» на фестивале российского кино «Окно в Европу» в Выборге.
- 1999 — МКФ «Лістапад» в Минске — Абай Карпыков — Специальный приз